# Месје 50
Месје 50 (М50) је расејано звездано јато у сазвежђу Једнорог које се налази у Месјеовом каталогу објеката дубоког неба.
Деклинација објекта је - 8° 22' 33" а ректасцензија 7h 2m 47,8s. Привидна величина (магнитуда) објекта М50 износи 5,9. М50 је још познат и под ознакама NGC 2323 OCL 559.